# Taquarivaí
Taquarivaí este un oraș în São Paulo (SP), Brazilia.